# آورو ۵۱۹
آورو ۵۱۹ (به انگلیسی: Avro 519) یک هواپیمای ساختِ کارخانهٔ آورو در کشور بریتانیا است. این هواپیما در ۱۹۱۶ میلادی نخستین پرواز خود را انجام داد.